# Ephemera compar
Ephemera compar is een haft uit de familie Ephemeridae. De wetenschappelijke naam van de soort is voor het eerst geldig gepubliceerd in 1875 door Hagen.
De soort komt voor in het Nearctisch gebied.